# 中込雪男
中込 雪男（なかごめ ゆきお、1922年5月22日 - 2014年8月18日） は、日本の技術者。国際電信電話副社長、国際ケーブル・シップ社長、電子情報通信学会副会長、テレビジョン学会会長などを歴任した。紫綬褒章受章。

## 人物・経歴
山梨生まれ。1949年東京工業大学電気工学科卒業、逓信省入省、電気通信研究所方式実用化部電信課。1960年東京工業大学工学博士。1973年前島密賞受賞。1976年国際電信電話研究所（のちのKDDI総合研究所）所長。1978年科学技術庁長官賞受賞。1980年国際電信電話研究所取締役、テレビジョン学会評議員。1981年電子通信学会編集長。1983年紫綬褒章受章。1984年国際電信電話常務取締役。1986年電子通信学会功績賞受賞。1987年国際電信電話副社長、電子情報通信学会副会長。1988年テレビジョン学会会長。1989年国際ケーブル・シップ社長。同年テレビジョン学会功績賞受賞。1993年国際衛星通信協会会長。国際光海底ケーブルの開発推進などを行った。